# جوناثان تيومكين
جوناثان تيومكين (مواليد 12 يوليو 1979) هو مبارز بالسيف من الولايات المتحدة، مثّل بلاده في الألعاب الأولمبية الصيفية 2004.

## روابط رياضية
جوناثان تيومكين على موقع الاتحاد الدولي للمبارزة (الإنجليزية)
- جوناثان تيومكين على موقع أوليمبيديا (الإنجليزية)